# لیا لابل
لی لابل ولادوفسکی (زاده ۸ سپتامبر ۱۹۸۶ – درگذشته ۳۱ ژانویه ۲۰۱۸) یک خواننده آمریکایی بود. او در سال ۲۰۰۴ به عنوان یک شرکت کننده در فصل سوم امریکن آیدل به شهرت رسید. در سال ۲۰۰۷، لابل شروع به ضبط کاورهای آراندبی و موسیقی سول برای کانال یوتیوب خود کرد. این ویدیوها منجر به کار به عنوان یک خواننده پشتیبان از سال ۲۰۰۸ و یک قرارداد ضبط در سال ۲۰۱۱ با اپیک رکوردز شد.
لیا لابل ولادوفسکی در ۸ سپتامبر ۱۹۸۶ در تورنتو، انتاریو به دنیا آمد و در سیاتل، واشینگتن بزرگ شد. والدین او، آناستازیا و تروشان ولادوفسکی، خوانندگان بلغاری هستند.